# Mi-X1
Mi-X1 — високошвидкісний гелікоптер, проєкт ОКБ Міля, Росія. Вертоліт належить до тієї ж програми, що і Камівський Ka-92, програми, що передбачала створення апаратів із швидкістю 500 км/год (312mph). Він був представлений на виставці HeliRussia 2009, що проходила біля Москви.
Програма передбачала держфінансування у розмірі 1.3 млрд дол. Головним конкурентом було КБ Камова.

## Конструкція
Mi-X1 має вагу 10 т, розрахований на 25 пасажирів, дальність польоту 1,500 км. 